# Ceraspis quadrimaculata
Ceraspis quadrimaculata är en skalbaggsart som beskrevs av Blanchard 1850. Ceraspis quadrimaculata ingår i släktet Ceraspis och familjen Melolonthidae. Inga underarter finns listade i Catalogue of Life.